# Peristedion miniatum
Peristedion miniatum és una espècie de peix pertanyent a la família dels peristèdids.

## Descripció
- Fa 30 cm de llargària màxima.[6]

## Depredadors
És depredat per la tonyina d'aleta groga (Thunnus albacares).

## Hàbitat
És un peix marí i batidemersal que viu entre 64 i 910 m de fondària.

## Distribució geogràfica
Es troba a l'Atlàntic occidental: des del banc Georges i el nord del Golf de Mèxic fins al Brasil. És absent de les Índies Occidentals.

## Observacions
És inofensiu per als humans.